# Parowóz systemu Garratta

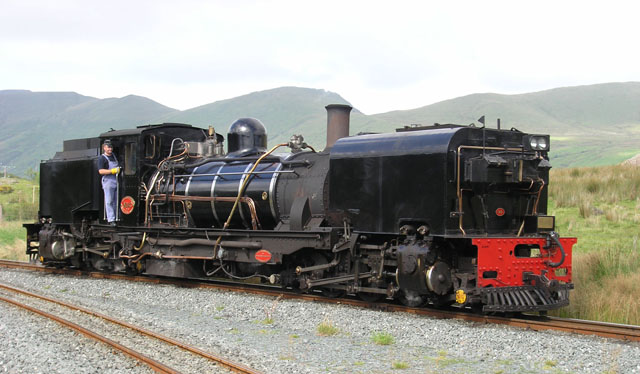
Parowóz Garratta

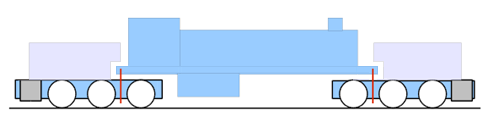
Schemat

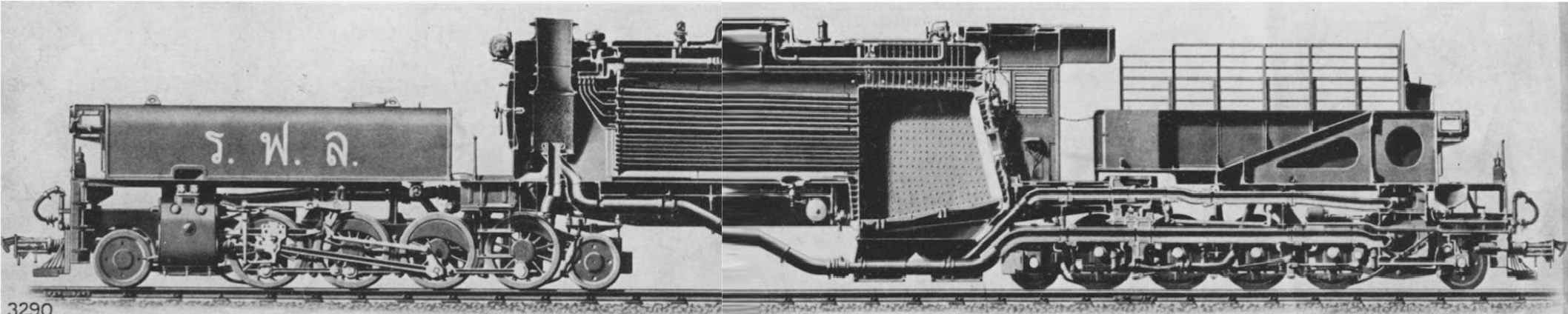
Przekrój

Parowóz Garratta – parowóz wieloczłonowy z dwoma zespołami napędnymi. Parowóz ma kocioł położony na środku ostoi. Zbiorniki zapasowe znajdują się na końcach lokomotywy. 
Najwięcej tego typu parowozów eksploatowanych było w Afryce.